# Apophthegmatum opus

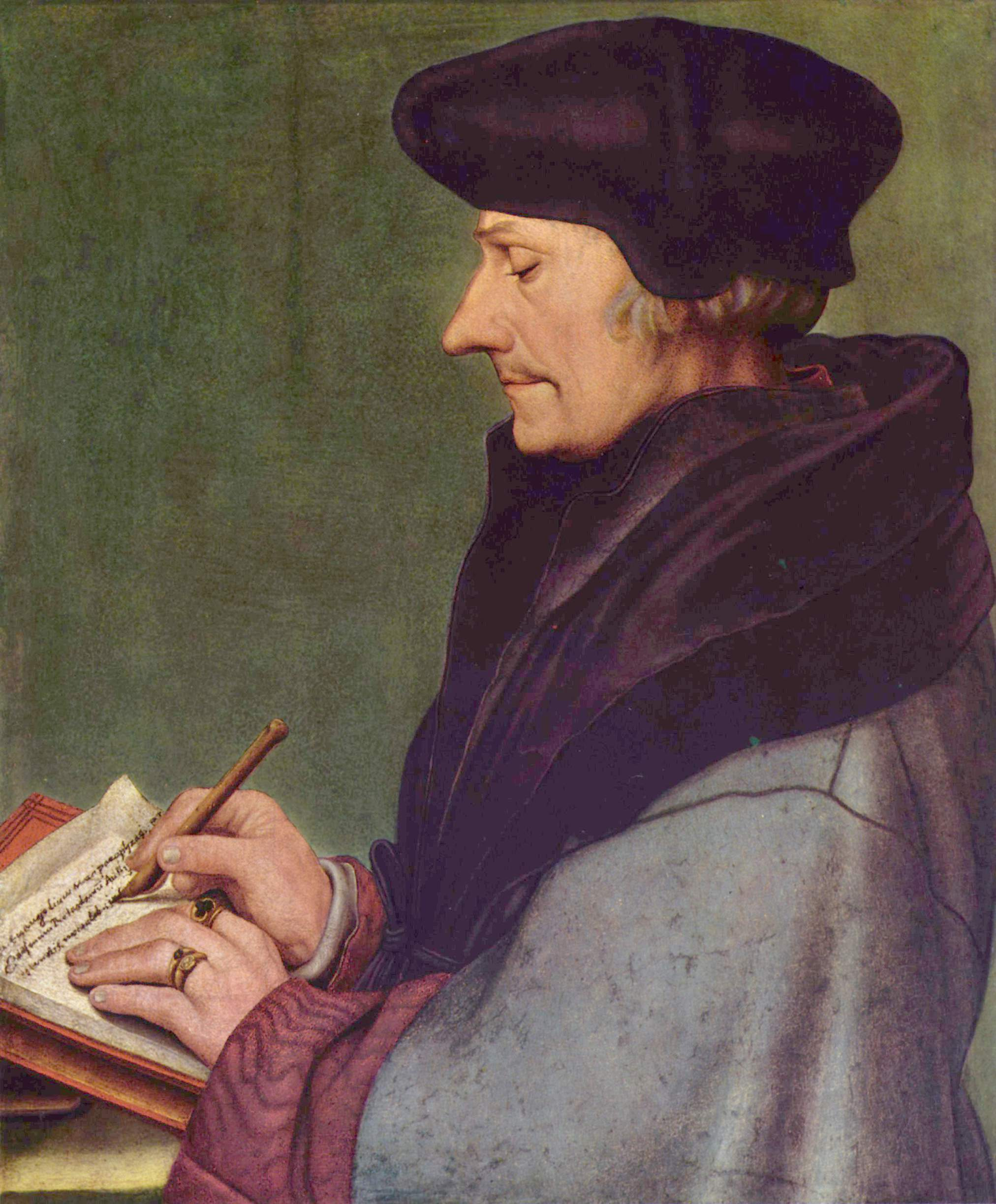
Erasmo de Rotterdã, uma pintura de Hans Holbein, o Jovem (1523).

Apophthegmatum opus é uma tradução da Apophthegmata Laconica de Plutarco por Erasmo de Roterdã (também conhecido por outros nomes, como Desiderius, sendo que seu nome tem versões em diferentes línguas, por exemplo, em neerlandês Desiderius Erasmus, em alemão Erasmus von Rotterdam; mesmo em português, no Brasil ele se chama Erasmo de Roterdã e em Portugal Erasmo de Roterdão). Este histórico compêndio trata-se de uma coleção de apotegmas da antiguidade clássica.
Muitos apotegmas repetiam idéias de Sócrates, Platão, e Alexandre, o Grande. Segundo Speroni (p. 1), Apophthegmatum opus é uma das coleções mais monumentais de apotegmas jamais editada.
Alguns exemplos de apotegmas traduzidos por Erasmo de Roterdã:
Durante uma de suas marchas com seu exército durante o inverno, Alexandre o Grande estava sentado junto a uma fogueira de acampamento enquanto seu exército passava. Ele percebeu que um guerreiro de certa idade se aproximou do fogo e procurava um lugar para se aquecer do frio. Alexander ofereceu ao homem sentar em sua cadeira, dizendo: Se tu tivesses nascido persa, sentar-te na cadeira do rei iria te custar a cabeça, mas tu és macedônio, e não persa. Senta-te!
Metello certa vez acusou Cícero de causar a morte de mais pessoas com seu testemunho pessoal do que ter salvo pessoas representando-as na corte. Cícero respondeu, Certamente, pois a minha integridade excede minha eloquência.
Havia sido descoberto que um certo jovem rapaz recém chegado à Roma desde as províncias se parecia incrivelmente a César Augusto. Ao ouvir falar nisso, Augusto mandou que o trouxessem a ele. Ao confirmar a grande semelhança, Augusto o perguntou: Diga-me, tua mãe chegou a passar alguma temporada em Roma? Perspicaz, o interiorano respondeu sem vacilar: Minha mãe, nunca; meu pai, frequentemente.
Uma das lições de Sócrates era que seres humanos deviam abster-se de comidas que poderiam provocar um homem comer quando não sentia fome, e bebidas que poderiam provocar ele a beber quando não sentia sede. Ele completava dizendo que o melhor molho do mundo é estar com fome.